# زينة يازجي
زينة يازجي (ولدت 1975 م) إعلامية ومقدِّمة برامج، وصحفية سورية. عملت في عدد من القنوات والمحطات، منها قناة العربية، وتلفزيون دبي، وسكاي نيوز عربية، وتعمل حاليًّا في قناة الشرق للأخبار. وهي زوجة الممثل السوري عابد فهد.

## سيرتها
ولدت زينة يازجي في محافظة اللاذقية، يوم الأربعاء 21 ربيع الأول 1395هـ الموافق 2 أبريل 1975م. حصلت على الإجازة (بكالوريوس) في الأدب الإنجليزي من كلية الآداب في جامعة تشرين في سورية، ثم حازت شهادة (بكالوريوس) الصِّحافة من الجامعة اللبنانية الأميركية في بيروت.
عملت في مكاتب رويترز ووكالة أسوشيتد برس، ثم مراسلة لقناة سي إن بي سي في سورية، وعملت في التلفزة السورية قبل الانتقال إلى قناة العربية في دبي.
استقالت من قناة العربية في 11 مايو 2011؛ معلِّلة السبب بأحداث سورية حينئذ. قدَّمت برنامج «الشارع العربي» في تلفزيون دبي، ثم استقالت من تلفزيون دبي وقدَّمت برنامج «بصراحة مع زينة يازجي» في قناة سكاي نيوز عربية. ومنذ نوفمبر 2020 تعمل في قناة الشرق للأخبار بالرياض، وقدَّمت فيها برنامج «دائرة الشرق».
وتعمل مستشارةً إعلامية في مفوَّضية اللاجئين.

## أعمالها
- الشارع العربي، تلفزيون دبي.
- بصراحة مع زينة يازجي، سكاي نيوز عربية، بدأ في مارس 2014.
- برنامج الخديعة، قناة أبو ظبي، بدأ في أكتوبر 2018.[7]
- سباق القمَّة، الشرق للأخبار، 2024.

## حياتها الشخصية
متزوِّجة الممثل السوري عابد فهد، ولديهما ولدان ليونا وتيم.

## جوائزها وتكريمها
- صنفتها مجلة أريبيان بزنس ضمن «أقوى 100 امرأة عربية لعام 2013».
- كُرِّمت عن مسيرتها الإعلامية في مهرجان بيروت السينمائي العالمي سنة 2017.[8]

## وصلات خارجية
- زينة يازجي في لقاء مع العربية نت
- لقاء مع مجلة الجزيرة